# Hegyi lármáskuvik
A hegyi lármáskuvik (Megascops hoyi) a madarak (Aves) osztályának bagolyalakúak (Strigiformes) rendjéhez, ezen belül a bagolyfélék (Strigidae) családjához tartozó faj.

## Rendszerezése
A fajt Claus König és Roberto Straneck írták le 1989-ben, az Otus nembe Otus hoyi néven.

## Előfordulása
Az Andok keleti lejtőin, Argentína és Bolívia területén honos. Természetes élőhelyei a szubtrópusi és trópusi hegyi esőerdők és száraz erdők. Magaslati vonuló.

## Megjelenése
Testhossza 24 centiméter, testtömege 115-145 gramm.

## Természetvédelmi helyzete
Az elterjedési területe nagyon nagy, egyedszáma ugyan csökken, de még nem éri el a kritikus szintet. A Természetvédelmi Világszövetség Vörös listáján nem fenyegetett fajként szerepel.